# Melomys cervinipes
Melomys cervinipes је врста глодара из породице мишева (лат. Muridae).

## Распрострањење
Аустралија је једино познато природно станиште врсте.

## Станиште
Врста Melomys cervinipes има станиште на копну.

## Угроженост
Ова врста није угрожена, и наведена је као последња брига јер има широко распрострањење.

### Популациони тренд
Популација ове врсте је стабилна, судећи по доступним подацима.

## Спољашња веза
Медији везани за чланак Melomys cervinipes на Викимедијиној остави